# Onthophagus murasakianus
Onthophagus murasakianus es una especie de insecto del género Onthophagus, familia Scarabaeidae, orden Coleoptera.

## Historia
Fue descrita científicamente por Nomura en 1976.